# كارول راما
كارول راما (بالإيطالية: Carol Rama)‏ هي رسامة إيطالية، ولدت في 17 أبريل 1918 في تورينو في إيطاليا، وتوفي بنفس المكان في 25 سبتمبر 2015.

## وصلات خارجية
- كارول راما على موقع الموسوعة البريطانية (الإنجليزية)